# Kamera (musikgrupp)
Kamera var en svensk musikgrupp från Nacka i Stockholm, bildad 2000 av Carl DeLorean, Joakim Hjelm och Kit Balance. Senare tillkom också Olof Ålenius och J Lükks.
Efter en egenutgiven EP år 2000 släpptes singeln "At Work" 2003. Bandet fick sitt genombrott senare samma år när det agerade förband åt Robbie Williams på Stockholms stadion. Debuten följdes av ännu en singel, "Fragile", innan debutalbumet Kamera kom hösten 2003. År 2005 lämnades Ålenius och Lükks gruppen och ersattes av Nico och Lotus. Gruppens andra album Resurrection utkom 2007, följt av Blank Expressions 2009. I oktober 2009 meddelades att gruppen splittrats.
Gruppen spelade till en början synthpop i stil med Pet Shop Boys och The Cure, men kom på senare skivor alltmer att utvecklas till att spela indierock.

## Biografi
Kamera bildades i Stockholmförorten Nacka år 2000 av Carl DeLorean, Joakim Hjelm och Kit Balance. Samma år gav gruppen EP:n Picture of You på eget bolag. År 2003 gav bandet ut singeln "At Work", vilken tog sin in på Trackslistan och Svenska singellistan. Gruppen fick sitt genombrott när de agerade förband åt Robbie Williams på Stockholms stadion den 27 juli 2003. Egentligen skulle Kelly Osbourne varit förband, men när hon fick förhinder gick förfrågan till Kamera. Kamera var också förband på The Sounds sommarturné 2003 och spelade på bland annat Arvikafestivalen.
I september 2003 gavs singeln "Fragile" ut, vilken också tog sig in på Trackslistan och Svenska singellistan. Den 24 oktober 2003 utkom bandets självbetitlade debutalbum Kamera. Albumet låg en vecka på plats 37 på Svenska albumlistan. Senare utkom även singeln "Suburban Boy" som inte tog sig in på listorna. Under hösten 2003 genomförde Kamera en Sverigeturné och i februari 2004 spelades två konserter i London. I mars 2004 deltog Kamera i Export Music Swedens USA-showcase med konserter i New York, Austin och Los Angeles. Samma år nominerades gruppen till Musikförläggarnas pris i kategorin "Bästa nykomling".
Efter Kameras medverkan på Export Music Swedens USA-turné hoppades bandet på ett amerikanskt skivkontrakt. Planerna gick dock i stöpet och spänningar inom bandet gjorde att Olof Ålenius och J Lükks lämnade bandet 2005. De ersattes av Nico på synth och Lotus på gitarr. Den 25 oktober 2006 släpptes singeln "Like a" Drug" och den 21 februari 2007 utkom bandets andra album Resurrection. Albumet följdes av singlarna "Lies" och "Borderline". Varken singlarna eller albumet nådde några listframgångar. Bandet kontrakterades av Nettwerk som släppte Resurrection i USA och Storbritannien. I april 2008 genomförde Kamera en Japanturné tillsammans med Mando Diao och i juli 2008 var Kamera förband på Blondies Europaturné.
På hösten 2008 påbörjade Kamera arbetet med sitt tredje och sista album Blank Expressions. Albumet utgavs i maj 2009 via The Unit Music Company och Nettwerk. Det nådde inga listframgångar.
I oktober 2009 meddelande Kamera att bandet splittrats.

## Stil
Gruppen spelade till en början synthpop i stil med Pet Shop Boys och The Cure, men kom på senare skivor alltmer att utvecklas till att spela indierock.

## Medlemmar

### Senaste
- Carl DeLorean – trummor
- Joakim Hjelm – sång
- Kit Balance – bas
- Lotus – keyboards
- Nico – gitarr

### Tidigare
- J Lükks – gitarr
- Olof Ålenius – synth

## Diskografi
Album
- 2003 – Kamera
- 2007 – Resurrection
- 2009 – Blank Expressions

EP
- 2000 – Pictures of You (egen utgivning)

Singlar
- 2003 – At Work
- 2003 – Fragile
- 2003 – Suburban Boy
- 2006 – Like a Drug
- 2007 – Lies
- 2007 – Borderline